# سولومون جويل
سولومون جويل (بالإنجليزية: Solomon Joel)‏ هو شخصية أعمال جنوب أفريقي، ولد في 23 مايو 1865 في الطرف الشرقي من لندن في المملكة المتحدة، وتوفي في 22 مايو 1931.